# Mikroconchoecia echinulata
Mikroconchoecia echinulata är en kräftdjursart som beskrevs av Claus 1891. Mikroconchoecia echinulata ingår i släktet Mikroconchoecia och familjen Halocyprididae. Inga underarter finns listade i Catalogue of Life.